# جهاد سعد
جهاد سعد (5 مارس 1953 -)، ممثل ومؤلف ومخرج مسرحي سوري من مواليد اللاذقية من أب سوري «نقولا» وأم لبنانية «ليلى». قام بإخراج وتأليف العديد من المسرحيات كما مثل في العديد من المسلسلات واشتهر أيضاً بتقديم البرنامج الشهير «خبرني يا طير». حاصل على بكالوريوس في الإخراج المسرحي والتلفزيوني من المعهد العالي للفنون المسرحية في القاهرة، مصر ثم انتقل إلى دمشق وهو شقيق الممثل زياد سعد.

## بداياته
في سن الثانية عشر انتقلت عائلة سعد إلى مدينة حلب السورية بحكم طبيعة عمل والده. في هذه الفترة، كان جهاد طالباً في مدرسة الفرنسيسكان وعاد بعد ذلك مع عائلته إلى اللاذقية ليكمل دراسته الإعدادية وليتخرج بعد ذلك من الثانوية العامة ودخل قسم الأدب الفرنسي في جامعة دمشق حيث قضى هنالك سنة واحدة ومن ثم انتقل لفرنسا لدراسة الهندسة المعمارية في مدينة ليون الفرنسية.
كانت عائلة سعد متوسطة الدخل، فعمل جهاد سعد في فرنسا كحامل خضروات في الأسواق وموزع جرائد الساعة الخامسة صباحاً ومن ثم كحارس ليلي في معمل ألبسة.
كان هاجس التمثيل يلاحق دائماً جهاد سعد، فبعد العام الثاني من الهندسة المعمارية قرر الذهاب إلى جامعات باريس للالتحاق بكلية الإخراج وهناك لم ينجح في امتحان القبول.

## الرحلة إلى مصر
عندما وصل إلى المعهد العالي للفنون المسرحية في مصر حيث لم يكن هناك معهد بعد في دمشق، وكان قد تأخر عن التسجيل ولكنه دخل إلى مكتب المدير ليرجوه بأن يحقق له حلمه بالدخول إلى المعهد فوافق المدير بعد عدة اختبارات.
آنذاك تعجب الراحل زكي طليمات: «إرجع فرنسا أحسن لك.. يابني بلادنا فيها حرب ما فيهاش فن».
رغم نصيحة «طليمات» إلا أنه درس في المعهد وتعلم على أيدي الأساتذة جلال الشرقاوي وسناء شافع وصلاح أبو سيف ومحمود مرسي، وكان من زملائه الكاتب محمد جلال عبد القوي والفنانين أحمد فؤاد سليم ومحمد ريحان. كذلك تعلم على يد الأساتذة رشاد رشدي وإبراهيم حمادة وإبراهيم سكر ورمزي مصطفى ومحمد جمعة، وجميعهم متخصصين في الأدب اليوناني، وهنا يروي «جهاد»: «كانوا بيقولوا لي اقرأ يابني 10 سنين عشان تفهم أحنا بنقول إيه». خلال فترة دراسته بالمعهد تدرب عمليًا مع الأساتذة أحمد خضر ونور الدمرداش، وكاد أن يشارك مع الأخير في أحد المسلسلات إلا أن العمل لم يكتمل، وذلك بمبنى الإذاعة والتلفزيون، إلى أن تخرج في عام 1980.

## الحياة العملية
غادر بعدها مصر متوجهًا إلى فرنسا ثم الولايات المتحدة الأمريكية، وخلال تواجده في هوليوود قال له أحد مكتشفي النجوم: «واحد زيك لازم يبقى في البلد دي»، إلا أن «جهاد» تحجج ببعض الأمور الهامة التي تجبره على الوجود في بلده الأم سوريا. في أواخر السبعينيات بدأ مسيرته الفنية بالمشاركة في العديد من الأعمال، أبرزها أفلام «حبيبتي يا حب التوت» و«الشمس في يوم غائم» و«الانتفاضة» و«الدخيلة».
في عام 1993 شغل منصب مدير المسرح القومي السوري حتى 1999، كذلك أخرج العديد من الأعمال المسرحية كان أولها «كاليجولا»، وهو العمل الذي نال «السعفة الذهبية» للإخراج في «أيام قرطاج المسرحية» سنة 1995.كذلك أخرج مسرحيات «خارج السرب» و«حكاية جيسون وميديا»، ألّفها بنفسه، و«كلاسيك» و«هجرة أنتيجون» و«الأشباح» و«أوبرا كارمن» و«بيت الحكمة» و«هستيريا». بعيدًا عن الإخراج والتمثيل اقتحم المجال الإعلامي عام 1999 بتقديمه برنامج «خبرني يا طير»، واستمر في العمل به حتى 2006، ويقول عن تلك التجربة: «لم أكن مقدمًا فقط، بل شاركت في كل العمل الميداني وتعرفت على سوريا من خلال هذا البرنامج، كنت أسافر إلى مناطق متنوعة وكثيرة في أنحاء سوريا للتصوير وتسجيل الحلقات، كنت أسافر كثيرًا للعمل ثم أعود لتسجيل حلقة أو تقديم حلقة، وكانت مشاغلي كثيرة آنذاك بسبب تدريسي في المعهد وتحملنا الكثير من الضغوط.
شارك «جهاد» في عدة أعمال درامية مصرية، منها «السائرون نيامًا» مع الفنانة فردوس عبد الحميد، بعدها ظهر بشكل بارز في مسلسلي الزعيم عادل إمام «فرقة ناجي عطا الله» و«مأمون وشركاه»، بجانب «القيصر» و«شهادة ميلاد» و«تماسيح النيل» و«شطرنج ج3» و«البارون»، وأخيرًا «لا تطفئ الشمس». رغم تجسيده لشخصية «لورنس العرب» إلا أنه تمنى إعادتها مرة أخرى في فيلم سينمائي بإنتاج ضخم، لأن المسلسل حسب رأيه ظُلم فيما يخص شؤون التوزيع وهو ما أدى إلى عدم تحقيق العمل للنجاح. في عام 2015 شارك بمسلسل «باب الحارة» في جزئه السابع، رغم ذلك صرح بأنه كان لا يريد الظهور بالعمل من الأساس، لأن التكرار يؤدي إلى بهتان المسلسل ولا يحقق نجاحًا مثل أجزائه الأولى.بنفس السنة أعلن عن قرب موعد نشر 4 روايات له (ملحمة جلجامش، كومبريسا، رامون دوكادوس، جبران خليل جبران)، بجانب كتاب سيرة ذاتية يشمل خبراته التي اكتسبها في عمله الفني وتجواله بين دول العالم.

## حياته الشخصية
خلال لقائه مع الإعلامية، رابعة الزيات، ضمن برنامج «شو القصة» على تلفزيون لنا، قال جهاد سعد، إنه «عاش تجربة المساكنة لمدة 12 سنة»، مشيرا إلى أنه «لا يمانع من أن تعيش ابنته تجربة المساكنة قبل الزواج».
واعتبر جهاد سعد أن «ظروف الحرب القاسية كانت السبب في عدم زواجه الشرعي»، لافتا إلى أن «هذه المساكنة كانت بعد طلاقه من زوجته»، وكانت «مع شخصية معروفة»، تمنع عن ذكر اسمها، واعتبرها «أمرا خاصا».
وفي حديثه حول الأديان، أكد المسرحي السوري جهاد سعد أنه «لا يوجد لديه أي عائق تجاه أي دين من الأديان»، موضحا أنه «تأثر بكل الأديان السماوية، وتأثر بالبوذية، والهندوسية، وحضارات الشرق القديم، وديانات بابل، وآشور، والديانات الفرعونية»، وقال: «لا أفضل الإنسان الذي يمارس الكثير من الطقوس الدينية، ويبتعد عن جوهر الإيمان، فالصلاة صلة مع الحق، والطقوس في القلب، وأنا أنتمي إلى دين، وديني هو ديانة الإنسان، الموجودة داخل كل شخص»، مشددا على أنه «يحترم كل إنسان له عقيدة، لكنه غير متزمت لهذه العقيدة».

## أعماله

### في التلفزيون[4]
- أقل من عادي (2023)
- ظل (2022)
- حرملك (2019) بدور رستم افندي
- مأمون وشركاه (2016) إدواردو والد زوجة يوسف
- فص ملح وداخ (2016)
- باب الحارة 7 (2015) الحكيم موسى
- زمن البرغوت الجزء الثاني (2013) أبو صفوان

- الولادة من الخاصرة 3 (2013)
- نابليون والمحروسة (2012) دينون
- فرقة ناجي عطا الله (2012) مناحم
- ارواح عارية (2012)
- سقوط الخلافة (2010) مدحت
- ما ملكت أيمانكم (2010) محامي دانيا
- أبو خليل القباني (2010)
- دمشق مع حبي (2010)
- قيود عائلية (2010) عصام
- بعد السقوط (2010) حكمت
- صدق وعده (2009) أبو سفيان
- سحابة صيف (2009) عصام
- أصوات خافتة (2009) مراد
- جبران (2008)
- عرب لندن (2008)
- رائحة المطر (2008) جابر
- لورنس العرب (2008)
- سيرة الحب (2007)
- الليلة الثانية بعد الألف (2007)
- ممرات ضيقة (2007) مروان
- وصمة عار (2007)
- غزلان في غابة الذئاب (2006) أبو اياد
- حكايا الليل والنهار (2006)
- الظاهر بيبرس (2005) أورلاندو
- فسحة سماوية (2005) نبيل
- أبو زيد الهلالي (2005) الأمير حسن
- قتل الربيع (2004)
- شهرزاد الحكاية الأخيرة (2004) شهريار
- الحجاج (2003)
- زمان الوصل (2002) الأمير عبد الرحمن
- قطار المسافات القصيرة (2002)
- وردة لخريف العمر (2002)
- أبيض رمادي أسود (2002)
- عرسان آخر الزمن (2002)
- عمر الخيام (2002)
- رزمة نقود (2001)
- طاش ما طاش 9 (2001)
- الزير سالم (2000) امرؤ القيس
- أهل وحبايب (2000)
- قصص الغموض (2000)
- قلوب في الميزان (2000)
- الفوارس (1999) كايوس
- رقصة الحبارى (1999)
- جلد الأفعى (1999)
- الكواسر (1998) أكاي
- النصية (1998)
- اهلا حماتي (1996)
- نهارات الدفلي (1995) أبو طوني
- سحاب (1992) سامي
- العروس (1992)
- طرابيش (1992)
- امرأة لا تعرف اليأس (1987)
- دموع الملائكة (1986) حسان
- الشمس في يوم غائم (1985)
- عز الدين القسام (1981) حنا
- حرب السنوات الأربع (1980)
- حبيبتي ياحب التوت (1979) سعد
- فرقة ناجي عطا الله (مناحم)
- مسلسل الحجاج
- شهرزاد الحكاية الأخيرة
- ابتسامة على شفاه جافة
- رجل وادي القمر (سامي)

### من المسرحيات
- الأشباح (2006) إخراج شارك في مهرجان لاهور في الباكستان للفنون العالمية كما عرض في دار الاوبرا في دمشق.
- هجرة انتجون (2005) إخراج وتأليف عرض في دار الاوبرا بدمشق وشارك في مهرجان لاهور في الباكستان للفنون العالمية وشارك في مهرجان دمشق المسرحي وفي إسبانيا برشلونة بمهرجان البحر الأبيض المتوسط كما شارك في مهرجان المسرح التجريبي الدولي بالقاهرة وشارك أيضا في مهرجان قرطاج الدولي في تونس بالإضافة إلى أن العرض شارك في مهرجان دمشق للفنون المسرحية.
- كلاسيك (2001) إخراج واشراف تخريج طلاب السنة الرابعة للمعهد العالي للفنون المسرحية
- حكاية جيسون وميديا (1989) إخراج وتأليف عرض في المسرح القومي بدمشق وشارك بمهرجان دمشق للفنون المسرحية
- خارج السرب تأليف محمد الماغوط إخراج جهاد سعد وعرض في دمشق لمدة 70 يوما متتالية
- كاليجولا.. العرض الحائز على جائزة الإخراج في مهرجان قرطاج الدولي 1995 وعرض في الجزائر بمناسبة العيد الخامس والعشرين لاستقلال الجزائر كما عرض في بيروت في مسرح المدينة لمدة 15 يوما وأيضا عرض في المسرح القومي بدمشق.
- اواكس: تأليف وإخراج.. عرض لمدة 50 يوم في المسرح القومي بدمشق وشارك أيضا في مهرجان القاهرة للمسرح التجريبي الدولي.
- اوبرا كارمن: إخراج إنتاج الاتحاد الأوروبي مع منظمة MUSIC IN ME فيننا النمسا عرض في دمشق بدار الاوبرا ضمن فعاليات دمشق عاصمة الثقافة العربية.
- مسرحية بيان شخصي.. إخراج.. مونو دراما عرض في كل من دمشق ومهرجان الجزائر للمسرح كما شارك في مهرجان الفجيرة المسرحي للمونودراما.
- بيت الحكمة.. إخراج.. عرض غنائي راقص شارك فيه أكثر من 100 راقص وراقصة بالإضافة إلى عدد من المغنيين و 20 شخصية مسرحية وهو عرض افتتاح الدوحة عاصمة للثقافة العربية.
- هيستيريا.. تأليف وإخراج.. عرض تخرج طلاب المعهد العالي للفنون المسرحية بدمشق وقدم العرض في مسرح المدينة بيروت في مهرجان الشباب للمسرح العربي..

### في السينما
- فيلم أبناء الحياة - سنة 2020.[5]
- فيلم فص ملح وداخ - سنة 2016.
- فيلم فنجان الورد - سنة 2013.
- فيلم مريم - سنة 2012.
- فيلم دمشق مع حبي - سنة 2010.
- فيلم خبرني ياطير - سنة 2008.
- فيلم المصير - سنة 1997.
- فيلم سحاب - سنة 1992.
- فيلم الإنتفاضة - سنة 1987.
- فيلم الشمس في يوم غائم - سنة 1985.
- فيلم حبيبتي يا حب التوت - سنة 1979.

## وصلات خارجية
- جهاد سعد على موقع قاعدة بيانات الأفلام العربية